# Rektjärnarna (Åre socken, Jämtland, 701993-131234)
Rektjärnarna är en sjö i Åre kommun i Jämtland och ingår i Indalsälvens huvudavrinningsområde.